# Galípoli (Itália)
Galípoli (em italiano: Gallipoli) é uma comuna italiana da região da Apúlia, província de Lecce, com cerca de 20.513 habitantes. Estende-se por uma área de 40 km², tendo uma densidade populacional de 513 hab/km². Faz fronteira com Alezio, Galatone, Matino, Sannicola, Taviano.

## Demografia
| Variação demográfica do município entre 1861 e 2011                               |
|                                                                                   |
| Fonte: Istituto Nazionale di Statistica (ISTAT) - Elaboração gráfica da Wikipedia |